# میلویل (ماساچوست)
میلویل، ماساچوست
میلویل (به انگلیسی: Millville) شهرکی در شهرستان ورچستر ایالت ماساچوست می‌باشد که در سال ۱۹۱۶ بنیان‌گذاری شده‌است. این شهرک در سرشماری سال ۲۰۱۰ میلادی، ۳٬۱۹۰ نفر جمعیت داشته‌است.